# SM U 5 (Rakousko-Uhersko)
SM U-5 byla ponorka rakousko-uherského námořnictva z období první světové války, Byla první ze tří jednotek třídy U 5. Ponorka se účastnila první světové války. Po válce byla v rámci reparací předána Itálii a sešrotována.

## Stavba

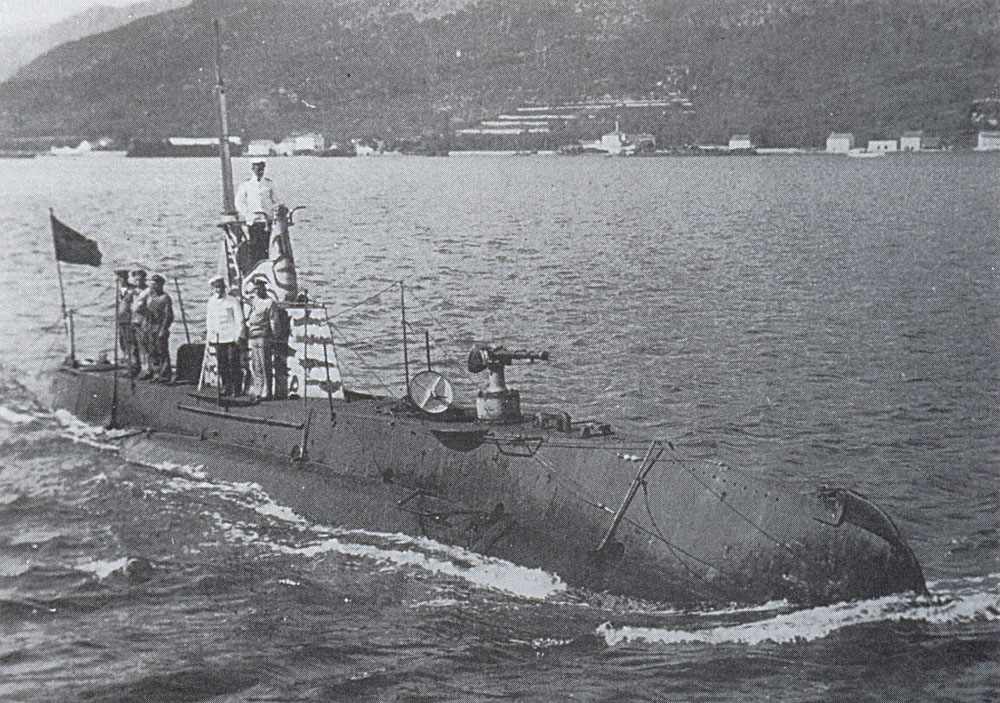
U 5 v Boce Kotorské

Ponorka byla postavena jako součást plánu rakousko-uherského námořnictva, aby byly konkurenčně vyhodnoceny prototypy zahraničních ponorek od loděnic Lake Torpedo Boat (třídy U 1, typ Lake), Germaniawerft (třídy U 3, typ Germania) a Whitehead & Co. (třídy U 5, typ Holland), která roku 1906 zakoupila licenci na konstrukci od Johna Philipa Hollanda. Ponorku U 5 postavila loděnice Whitehead v Rijece. Stavba byla zahájena 9. dubna 1908, ponorka byla na vodu spuštěna 10. února 1909 a do služby byla přijata 1. dubna 1910.
Během zkoušek bylo prokázáno, že U 5 dosahovala vyšších výkonů, než bylo požadováno. Nespokojenost panovala zejména s nespolehlivými a nekvalitně vyrobenými benzínovými motory. Kvůli nespokojenosti námořnictva byly U 5 a její sesterská ponorka U 6 po několikaměsíčním provozu vráceny výrobci k úpravám, přičemž práce trvaly téměř rok. Získané zkušenosti jsou později využity při stavbě sesterské ponorky S.S.3, která se později dostane do služby jako SM U 12.

## Konstrukce

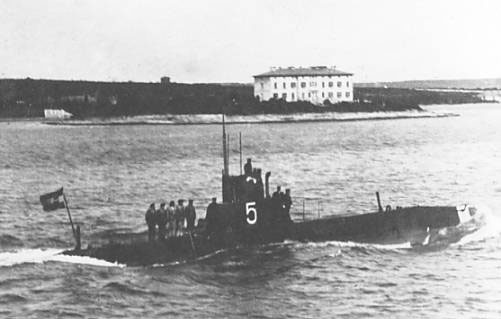
U 5

Ponorka měla trup doutníkového tvaru, díky kterému měla dobré vlastnosti při plavbě pod hladinou. Ponorka byla vyzbrojena dvěma 450mm torpédomety. Celkem byla nesena tři torpéda. Pohonný systém tvořily dva benzínové motory o výkonu 400 hp pro plavbu na hladině a dva elektromotory o výkonu 230 hp pro plavbu pod hladinou. Poháněly dva lodní šrouby. Nejvyšší rychlost dosahovala 11,4 uzlu na hladině a 9,7 uzlu pod hladinou. Dosah byl 2500 námořních mil při plavbě na hladině rychlostí 7 uzlů a 60 námořních mil při plavbě pod hladinou rychlostí 3 uzlů. Maximální hloubka ponoru byla 50 metrů.

### Modifikace
Roku 1914 byl instalován 37mm kanón. V srpnu 1916 byla ponorka vybavena novou velitelskou věží a přezbrojena výkonnějším 75mm kanónem.

## Služba

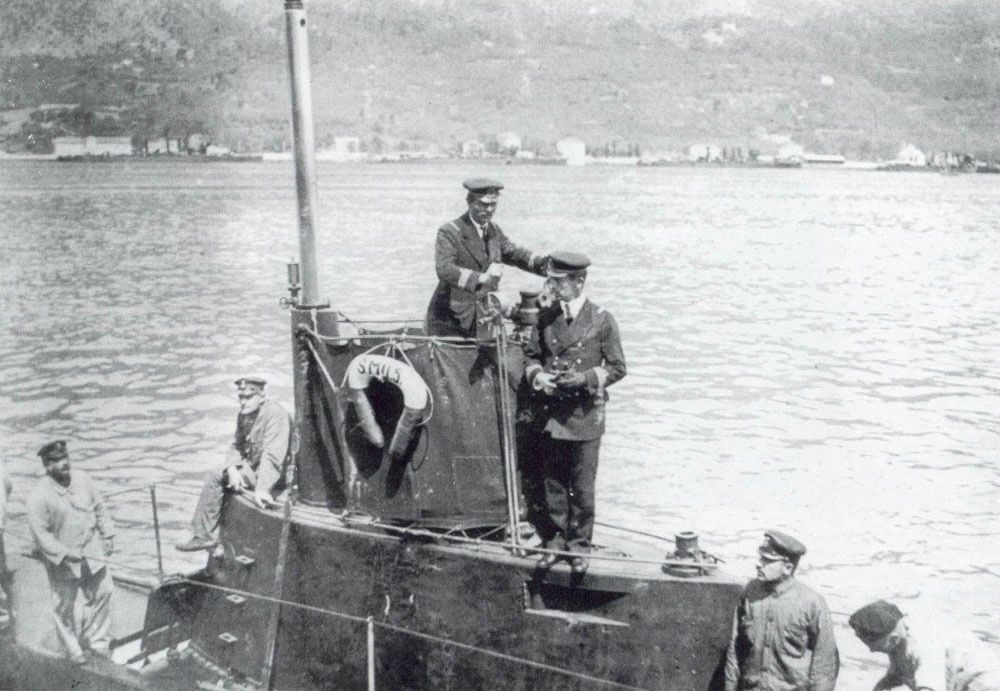
Georg Ludwig von Trapp na věži ponorky U 5

Ponorka byla ve službě po celou dobu první světové války. V době vypuknutí války byla jednou z pouhých čtyř plně funkčních rakousko-uherských ponorek (společně s SM U 3, SM U 4 a SM U 6. Dne 22. října 1914 U 5 připlula do Boky Kotorské, aby se zapojila do akcí pro francouzské flotile u černohorského pobřeží. Dne 3. listopadu 1914 U 5 napadla francouzský pancéřový křižník Jules Ferry, její torpédo však selhalo.
Dne 22. dubna 1915 se novým velitelem U 5 stal poručík Georg Ludwig von Trapp, který před válkou sloužil na U 6. Dne 24. dubna 1915 Trapp vyplul na první bojovou plavbu směrem do Otrantské úžiny. Dne 25. dubna ponorka nalezla francouzský pancéřový křižník Léon Gambetta, který ji však manévrováním unikl. Následující noci se stalo to samé, přičemž třetí noc U 5 na křižník vyčkávala, neboť Trapp předpokládal, že hlídkuje podle předem daného schématu. Po půlnoci 27. dubna 1915 se křižník Léon Gambetta opět objevil, přičemž jej U 5 zasáhla dvěma torpédy. Při potopení křižníku zemřelo 684 členů posádky, včetně velitele křižníkové divize kontradmirála Victora Baptistina Sénèse.

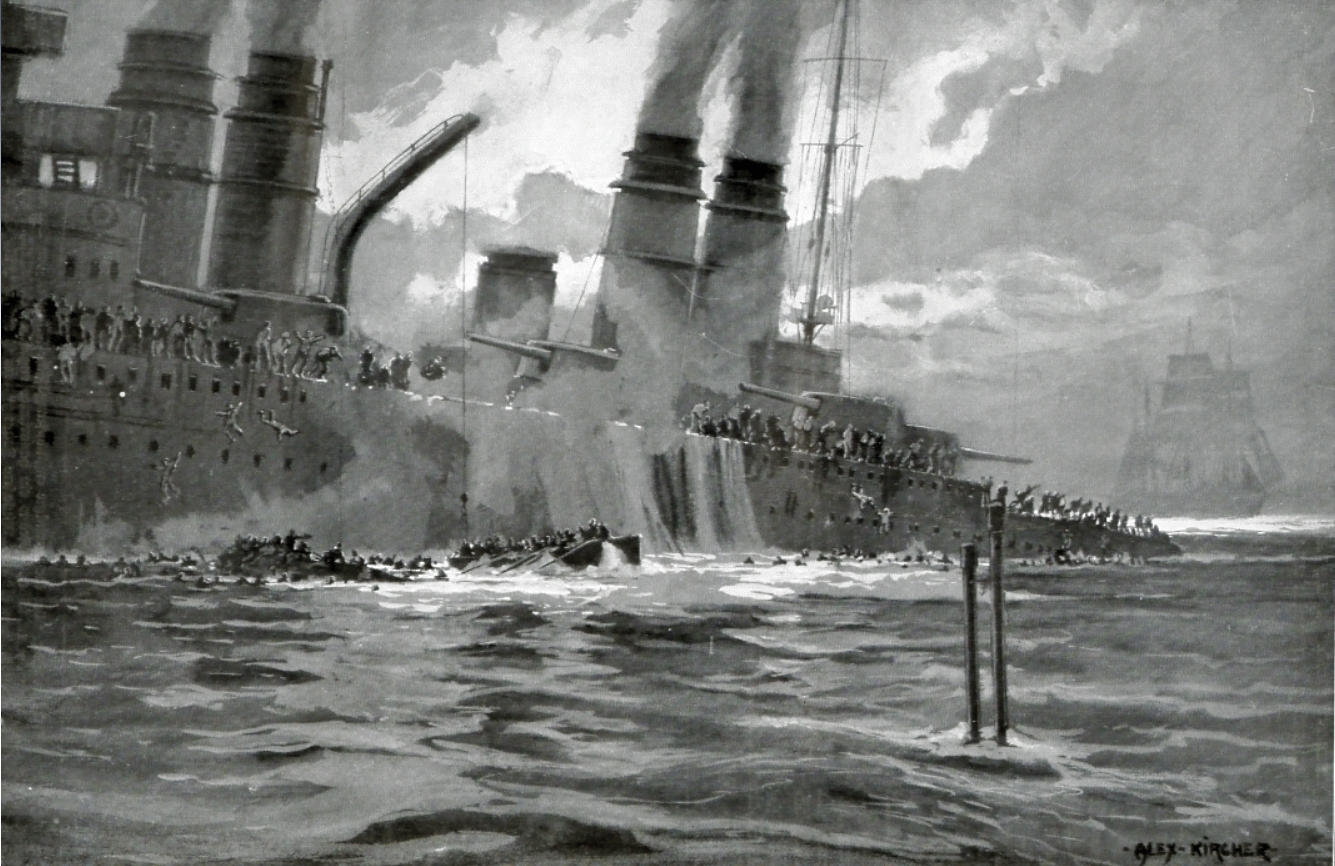
Potopení francouzského křižníku Léon Gambetta na dobové pohlednici

V srpnu 1915 se U 5 (von Trapp) podařilo na hladině zaskočit francouzskou ponorku Nereide, která byla potopena torpédem vypuštěným na vzdálenost pouhých 200 metrů. Výbuch poškodil i samotnou U 5. Při návratu do Boky Kotorské se přitom část posádky přiotrávila zplodinami z jejích benzínových motorů. Dne 29. srpna 1915 navíc ponorka zajala řecký parník Kefalonia (1074 BRT) s nákladem obilí, uhlí a léků. Intenzivně provozovaná ponorka trpěla opotřebováním, korozí a často docházelo k otravám posádky. Proto byla na konci října 1915 odeslána k několikaměsíční generální opravě. V rámci ní byla vybavena novými diesely.
Dne 8. června 1916 U 5 poblíž Valony napadla silně chráněný konvoj, tvořený dvěma velkými parníky a čtyřmi torpédoborci. Ponorka vypustila dvě torpéda, přičemž jedním potopila italský pomocný křižník Prinzipe Umberto převážející pěchotní pluk. Zahynulo přes 1700 osob. Následně byla ponorka dlouho pronásledována, podařilo se jí však uniknout.
V roce 1917 prošla U 5 další generální opravou. V průběhu testování ponorka najela dne 16. května 1917 ve Fažanském průlivu u Puly na minu, která poškodila záď. Ponorka plující v desetimetrové hloubce se po výbuchu nedokázala vynořit a zabořila se do dna v hloubce 36 metrů. Většina posádky dokázala uniknout, šest mužů na přídi však zahynulo. Ihned začal záchranné práce, avšak velitel ponorky Schlosser nechal nedlouho před nehodou z trupu odstranit záchytná oka, což vyzvednutí zásadně zkomplikovalo. Ponorku se podařilo vyzvednout až na konci června, přičemž po opravě sloužila už jen k výcviku.
Ponorka válku přečkala. Roku 1920 byla v rámci reparací předána Itálii. Ta ji nechala sešrotovat.